# Miliva
Miliva (cyr. Милива) – wieś w Serbii, w okręgu pomorawskim, w gminie Despotovac. W 2011 roku liczyła 1073 mieszkańców.